# ジェイアールバス関東白河支店
ジェイアールバス関東白河支店（ジェイアールバスかんとうしらかわしてん）は、福島県白河市にあるJRバス関東の営業所である。

## 所在地

### 白河支店
- 福島県白河市白坂石阿弥陀7-3
  - 2014年3月1日に福島県白河市会津町51-11から現在の場所に移転。同時に棚倉営業所も統合。旧白河支店跡地は白河文化交流館コミネス建設のため、白河市が取得した。
  - 最寄りバス停
石阿弥陀（福島交通）

### 棚倉営業所（廃止）
- 福島県東白川郡棚倉町棚倉北町36-4
  - 水郡線磐城棚倉駅前
  - 点検、整備は当所で行われていた。
  - 白河支店に統合。

### 小野新町車庫（廃止）
- 福島県田村郡小野町小野新町中通30
  - 閉所後売却。現在のミニストップ小野新町店周辺に所在していた。
  - 最寄りバス停
中通り（福島交通。磐城北線運行当時の停留所名称は「新町中通」）

## 所属車両のナンバー

### 白河支店
- 白河ナンバー（白河ナンバーが誕生する以前の登録車両は福島ナンバー）
  - 棚倉営業所、小野新町営業所はいわきナンバーであった。

## 乗降方式（一般路線）
- 後乗り・前降り
  - 地域連携ICカードである「LOCOCA」の他にも、「Suica」・「PASMO」などの交通系ICカードの利用が可能。

## 概要
1944年の金属供出により、白棚線（鉄道）が運行休止となったため、代行バスを運転したのが始まりである。戦後には「鉄道線の短絡」を使命として、磐城北線が運行されている。また、代行バスは鉄道の線路敷をバス専用道に転換したことで有名。当時は「白棚高速線」と呼ばれていたが、東名高速線開業と同時に、現在の線名に改称している。
地方バス路線はどこも厳しい状況で、事実磐城北線は2007年3月限りで廃止されたが、白棚線については通学等の需要が多く、新幹線連絡の使命もあるため、大型長尺車での運行が現在も行われている。運行本数も多く、地方バス路線としては良好な状態で、「鉄道線の代行」という使命は引き継がれている。
高速バス「ラ・フォーレ号」および「らくちん号」では地理的な条件を生かして、運行開始当初より1人乗務と2人乗務を組み合わせた運行を行っていた。当支店を高速バス乗務員基地とするため、2005年に組織変更が行われた。それに伴い、所有車両についても、いわきナンバーから福島ナンバーへ登録替えが行われている（棚倉町は福島運輸支局いわき自動車検査登録事務所、白河市は福島運輸支局本庁舎管轄のため）。
2014年2月末で棚倉営業所が白河支店に統合されたため、同所の所属であった車両はいわきナンバーから福島ナンバーへ登録替えが行われている。
東日本旅客鉄道総合研修センター送迎バスでは一度に大量の人員を輸送する必要があることから連節バスも投入している。また、研修センターの繁忙期となる4月や9月などには近隣の支店から乗務員、車両の応援を受けている。
2019年の令和元年東日本台風（台風19号）接近に伴う大雨災害により、2020年4月1日時点でも白棚線の専用道路区間の関辺 - 白河東工業団地間において災害箇所が発生しているため、古関バス停を休止し、国道289号線に迂回運行している。仮バス停を国道289号線に設置している。
2024年7月1日の初便から、白棚線のバス専用道一部区間（三森～表郷庁舎前）の老朽化が進行していることから、当該区間のバス専用道を廃止とし、並行する国道289号線に走行ルートを変更した。それに伴い、当該区間にある高木、梁森、表郷庁舎前の各バス停を国道沿い289号線上に移設した。
連節バスについて、研修センターの需要は10時以降で通学・通勤時間帯とは重ならず、白棚線の通学需要に活用したいが、一般乗合への転用にはハードルが高いが実現させたいとバスラマのインタビュー記事で述べられている。
本支店の職員数は60人（うち女性3人）である（2019.5.30現在）。
2020年10月1日現在、24台（一般路線車15台（コミュニティバス含む）、貸切登録車3台、特定輸送車3台）が配置されている。

## 沿革
- 1944年（昭和19年）12月11日 - 白棚線鉄道撤去代行バス運行開始に伴い、棚倉自動車区開設。
- 1945年（昭和20年）10月10日 - 棚倉自動車区白河派出所が支区に昇格。
- 1948年（昭和23年）3月13日 - 小野新町自動車区開設。
- 1950年（昭和25年）4月1日 - 自動車区を自動車営業所に改称。
- 1952年（昭和27年）7月1日 - 磐城北線開業。
- 1954年（昭和29年）1月1日 - 小野新町自動車営業所が棚倉自動車営業所支所となる。
- 1957年（昭和32年）4月26日 - 白棚線線路敷を転用した専用道路の完成に伴い、白棚高速線として運行開始。
- 1958年（昭和33年）2月1日 - 棚倉自動車営業所白河支所が派出所となる。
- 1969年（昭和44年）6月10日 - 白棚高速線を白棚線に改称。
- 1987年（昭和62年）4月1日 - 国鉄分割民営化に伴い、東日本旅客鉄道関東自動車事業部棚倉自動車営業所に改称。
- 1988年（昭和63年）4月1日 - バス部門分割子会社化により、ジェイアールバス関東棚倉営業所に改称。
- 1994年（平成6年）11月23日 - 「だるまバス」運行開始。
- 1998年（平成10年）7月18日 - 高速バス「あぶくま号」運行開始。
- 2003年（平成15年）12月1日 - 西郷シャトル（新白河駅 - 西郷BS）運行開始。
- 2005年（平成17年）7月1日 - 白河車庫を格上げして東北道統括支店開設。棚倉支店を棚倉営業所、小野新町営業所を小野新町車庫に格下げ。
- 2007年（平成19年）
  - 4月1日 - 磐城北線廃止、小野新町車庫閉所。
  - 10月1日 - 白河市循環バス運行開始（白河市より受託）。
- 2010年（平成22年）6月1日 - 東北道統括支店を白河支店に改名。
- 2014年（平成26年）
  - 3月1日 - 白河支店を福島県白河市白坂石阿弥陀7-3に移転。同時に棚倉営業所を白河支店に統合。
  - 5月17日 - 白棚線にて国鉄バス復刻デザイン路線バスを運行開始。同年8月31日まで運行[4]。
- 2017年（平成29年）
  - 3月31日 - この日をもってJR磐城棚倉駅・JR新白河駅・JR白河駅のみどりの窓口でのJRバス定期券の販売を終了。
  - 4月3日 - 白棚線にて開業60周年を記念して、鉄道時代に運行していた1225形の蒸気機関車をイメージした「SLラッピングバス」を運行開始。
  - 4月26日 - 白棚線が開業60周年を迎え、白河駅前で記念式典を開催[5]。
- 2018年（平成30年）12月18日 - 白棚線にて、内閣府が推進する戦略的イノベーション創造プログラム (SIP) 「自動走行システム」において、バスの正着制御技術に関する実証実験を20日までの3日間実施。
- 2021年（令和3年）
  - 4月6日 - 白河市循環バス「こみねっと」の新車両を運行開始。
  - 5月31日 - この日をもって高速バス「あぶくま号」から撤退（コロナウイルス感染拡大の影響で運休中だった）。
  - 9月1日 - 白河市循環バス「こみねっと」西循環コースの試験運行を開始。2021年12月28日までの平日に運行。
  - 10月1日 - 白棚線の「棚倉古町」を「タカダメモリアルギャラリー前」にバス停留所名称を変更。
- 2023年（令和5年）
  - 10月1日 - 白河市循環バス西循環右回り（こみねっと6コース）の運行を新たに受託[6]。
  - 11月6日 - 管内一般路線において地域連携ICカードの導入に合意[7]。
- 2024年 (令和6年)
  - 1月15日 - 2024年春サービス開始予定の地域連携ICカードのデザインおよび名称を｢LOCOCA｣（ロコカ）に決定したことを発表[8]。
  - 5月18日 - 地域連携ICカードである「LOCOCA」を導入[9][10]

## 現在の所管路線

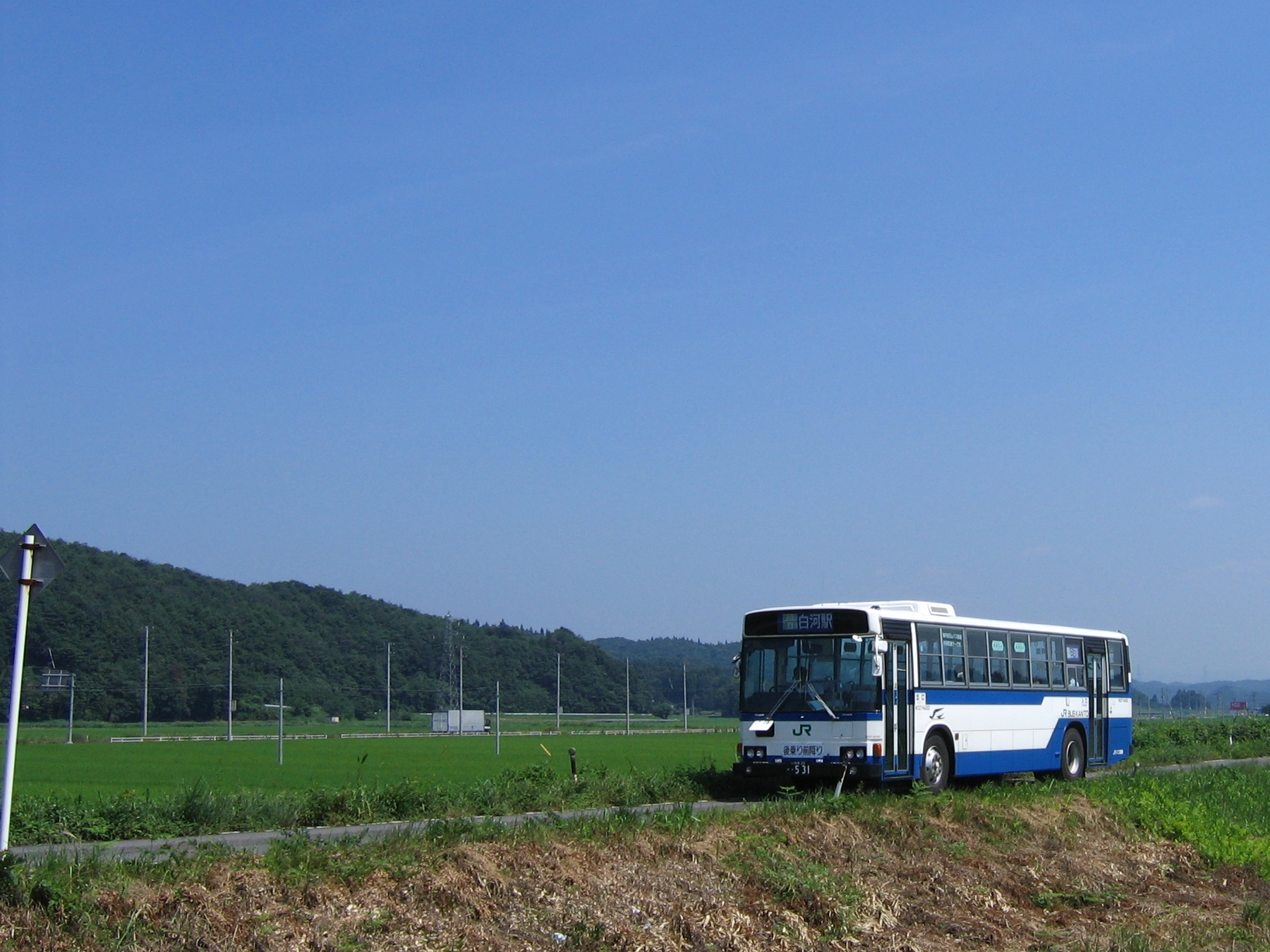
白棚線 M527-94302

### 高速バス
- 夢街道会津号、東京会津号（車両は東京支店管理、臨時便は白河支店の車両も使用）
- 新宿 - TDR（車両は東京支店管理）
- マロニエ東京号（車両は佐野支店管理、0.5往復のみ)

### 路線バス
- 白棚線（白河駅 - 新白河駅 - 磐城金山 - 磐城棚倉駅）
- 磐城南線（磐城棚倉駅 - 祖父岡）※白棚線と直通運行

 乗降方式 
- 後乗り・前降り

※地域連携ICカードである「LOCOCA」の他にも、「Suica」・「PASMO」などの交通系ICカードの利用が可能。

### コミュニティバス
白河市よりコミュニティバスの運行を委託されている。
- 白河市循環バス「こみねっと」の中循環
- 白河市循環バス「こみねっと」の西循環右回り（6コース） ※2023年10月から担当

### 契約輸送
- 東日本旅客鉄道総合研修センター送迎バス（新白河駅 - JR東日本研修センター）※連節バスも運行

## 過去の路線
- 磐城北線
  - 磐城北本線（石川新町 - 小野新町）
  - 川内線（横町 - 吉間田 - 宇津川）

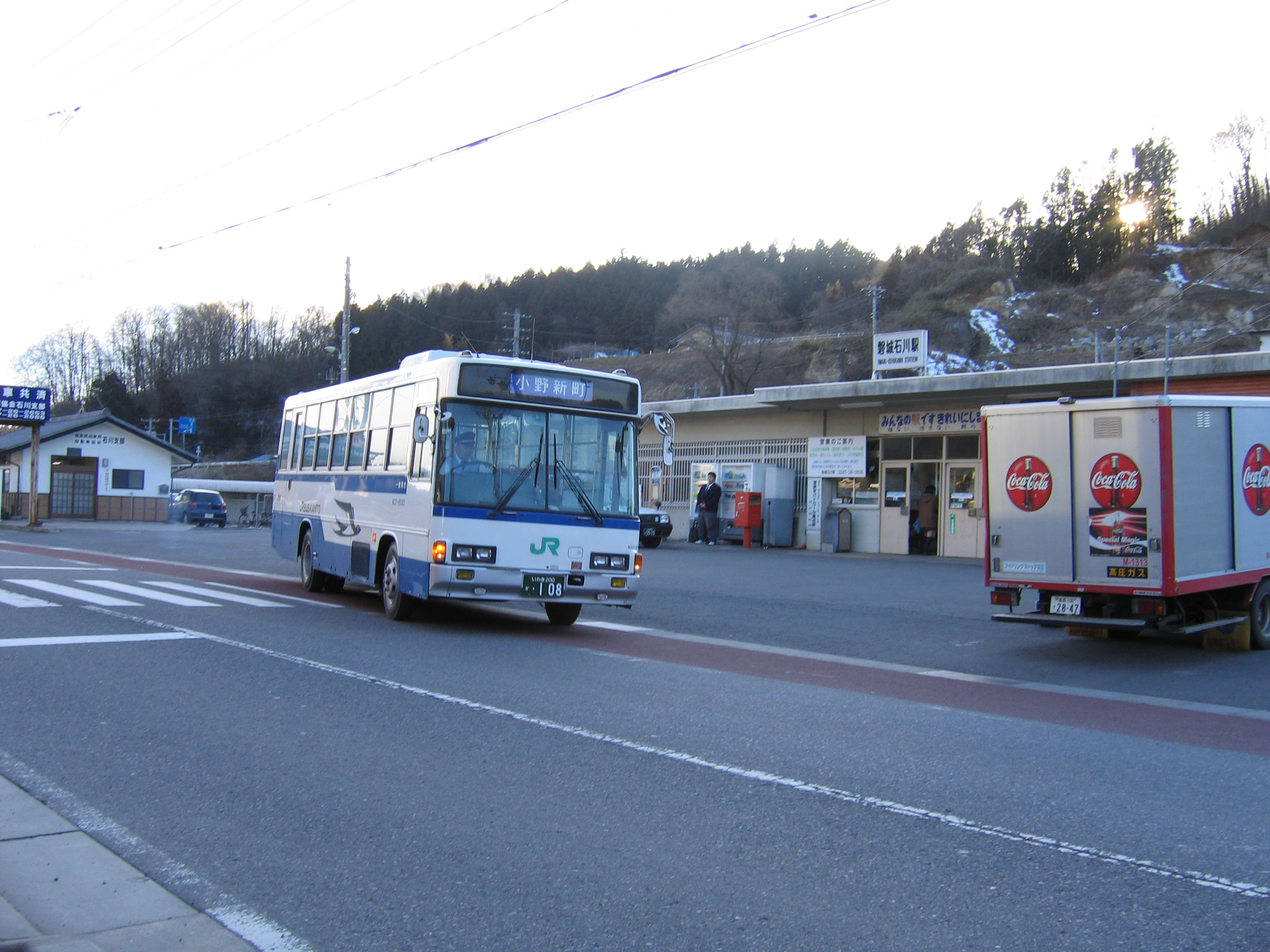
磐城北線 M321-89303

  - 桶売線（小野新町 - 夏井駅前 - 隠坂 - 宿 - 荻 - 吉間田）
    - （隠坂 - 湯沢温泉 - 川羽内）
    - （宿 - 川前駅前）
- 磐城南線
  - 磐城南本線（磐城棚倉駅 - 磐城浅川駅 - 磐城石川駅 - 石川新町- 竹貫 - 植田駅）
  - 高野線（東白農商前 - 漆草）
  - 鮫川線（磐城浅川駅 - 大草口）
    - （棚倉古町 - 赤坂中野）
    - （大草口 - 岡田口）
    - （鉄砲町 - 東白農商前）

  - （合戦坂 - 白河：一般道経由）
- 白棚線（金沢内 - 檜木 - 浅川口）
  - （新白河 - 緑ヶ丘 - 白河モール前）
  - （磐城逆川 - 棚倉高校前 - 磐城棚倉）
  - （棚倉小学校前 - ルネサンス棚倉）
- 政宗号（新宿駅 - 仙台駅、乗務員のみ）
- ラ・フォーレ号（車両は東京支店管理、仙台宮城IC - 青森駅間はJRバス東北に運行委託）
- ドリーム八戸・十和田 (シリウス) 号（車両は東京支店管理、仙台宮城IC - 八戸ラピアBT間はJRバス東北に運行委託）
- あぶくま号
- ドリーム盛岡 (らくちん) 号
- 新宿 - 本庄・伊勢崎線

## 車両

### 一般路線車
白棚線には主に大型車が運用されているが、利用者が多いことや、バス専用道で道路環境の制約があまりないことから、国鉄時代から長尺車（全長11m級）が多い。JR化後に導入された車両は前後扉車が主体であったが、近年の導入車は前中扉車仕様のノンステップバス、ワンステップバスが主体である（ワンステップバスの転属車もあり）。日野車がメインであるが、日産ディーゼル（当時、現「UDトラックス」）車も少数在籍する。中古購入車も配置されているが、これにも長尺車が選択されている。2016年に元東急バスの日野・ブルーリボンシティ長尺ワンステップバスが1台、翌2017年にも元東急バスの三菱ふそう・エアロスター長尺ワンステップバスが1台それぞれ導入された。
1994年には運行開始50周年を記念して、正面にだるまの顔を描いた「だるまバス」が2台運行された（2004年以降は通常の塗装に戻っている）。
2014年には福島県観光キャンペーンにあわせ、国鉄バス時代（1960年 - 1971年）の車両デザインを復刻した「復刻デザイン路線バス」を同年5月17日から6月30日まで（のち同年8月31日まで延長）の期間限定で運行した（当該車両は運行期間終了後に他支店に転属）。
2018年には白棚線60周年を記念したSLラッピングバスが登場している。

### コミュニティバス
2007年に西那須野支店から塩原温泉巡回バスとして活躍していた三菱・ローザボンネットバスが転入、同年10月1日より「白河市循環バス」として運行された。紺色と茶色で各1台ずつ配置されたが、2019年度に新たにJRバス関東標準カラーで中古購入のいすゞ・エルガミオが配置され、紺色のボンネットバスは館山支店に転属した。なお、2008年3月5日から2週間程度、JR東日本とジェイアール東日本コンサルタンツとの共同で、JR東日本グループのホテルから排出された廃食料油を原料としたバイオディーゼル燃料の実証実験を同車にて行っていた。
2021年4月には、白河市循環バス用のローザボンネットバスの老朽化のため、代替車両として木目調の内装や特注のフロントグリル取り付けなどボンネットバスのイメージを継承しクラッシクデザインのカラーの日野・レインボーの新車を導入。導入費用は白河市から全額補助された。

### 高速車
高速車はあぶくま号・夢街道会津号用で三菱ふそうと日野が少数配置されていたが、現在は配置がない。
1999年に夢街道会津号開業用で導入された日野・セレガ (H657-99414) は、通常のハイデッカー車 (KC-RU3FSCB) でありながら、フロントガラスは2分割・銀サッシ・リアスポイラーなし・荷物棚はパイプ・室内の蛍光灯は円形と、自家用バスに近い車体をもつ珍しい形態の車両であった（2007年、長野原支店に転属後に廃車）。
日野・セレガFSの1台 (H657-98416) は東京支店所属車両とともにあぶくま号開業用で導入され、車体側面に「あぶくま号 新宿←→福島」のロゴが入っていた。

### 貸切車
ハイデッカー車トイレ付き高速車転用車の三菱ふそう・エアロエース2台に加えて、一般路線車転用の貸切登録車が配置されている。
貸切車（主に一般路線車）はJR東日本研修所送迎バスにも使用され、ハイデッカー車は、高速バスの続行便にも投入されている。
かつてはスーパーハイデッカー（日産ディーゼル・スペースウイング）の貸切専用車も配置されていた。

### 特定車
JR東日本総合研修センターの契約輸送専用で、日野・ブルーリボンハイブリッド連節バスが1編成配置されている。元・京成バスのボルボ製連接バス (B10M) が4編成配置されていたが、2023年夏までに全車廃車となっている。2020年度に新たに日野・ブルーリボンハイブリッド連節バスが新車で1編成配置された。

### 事業用車
事業用車として、2トントラックの除雪車を所有する。降雪時にはスノープラウを装着して、専用道での除雪作業を行う。社番は付与されていない。

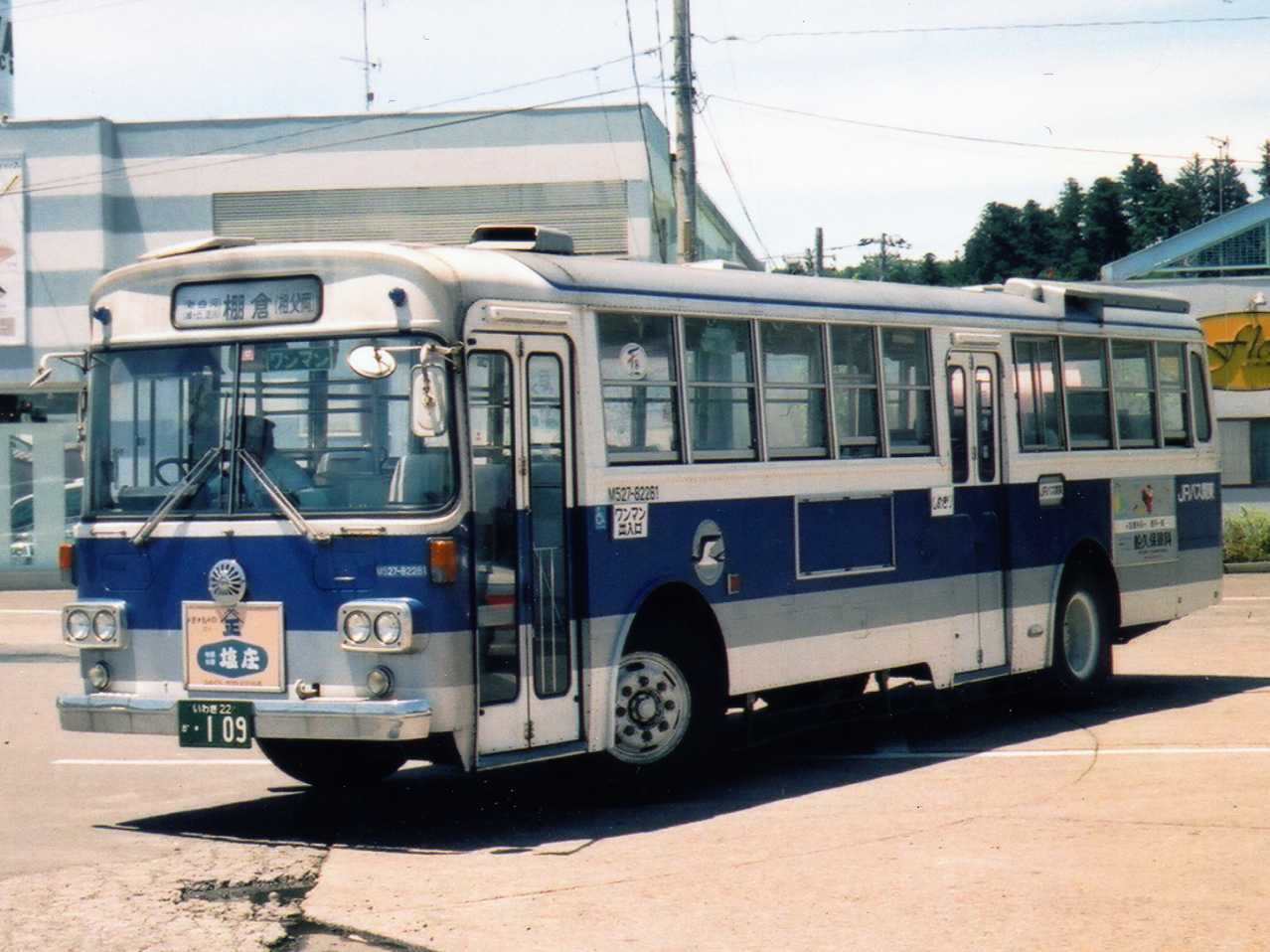
国鉄時代から長尺車が多かった M527-82281
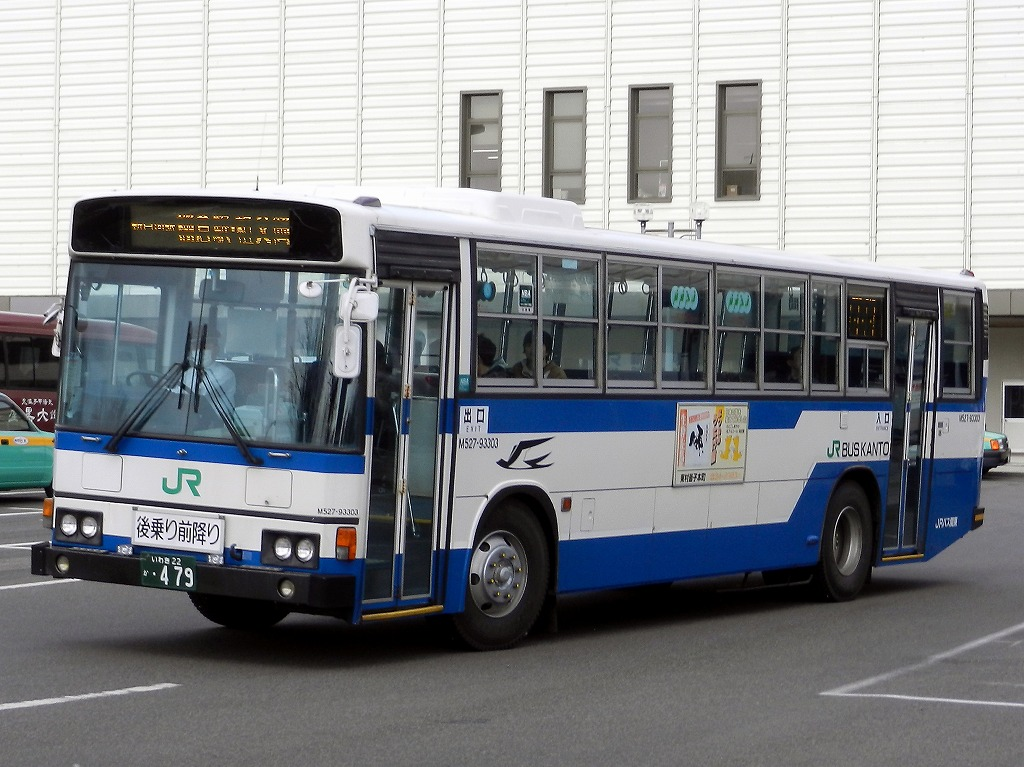
JR化後に導入された前後扉車 M527-93303
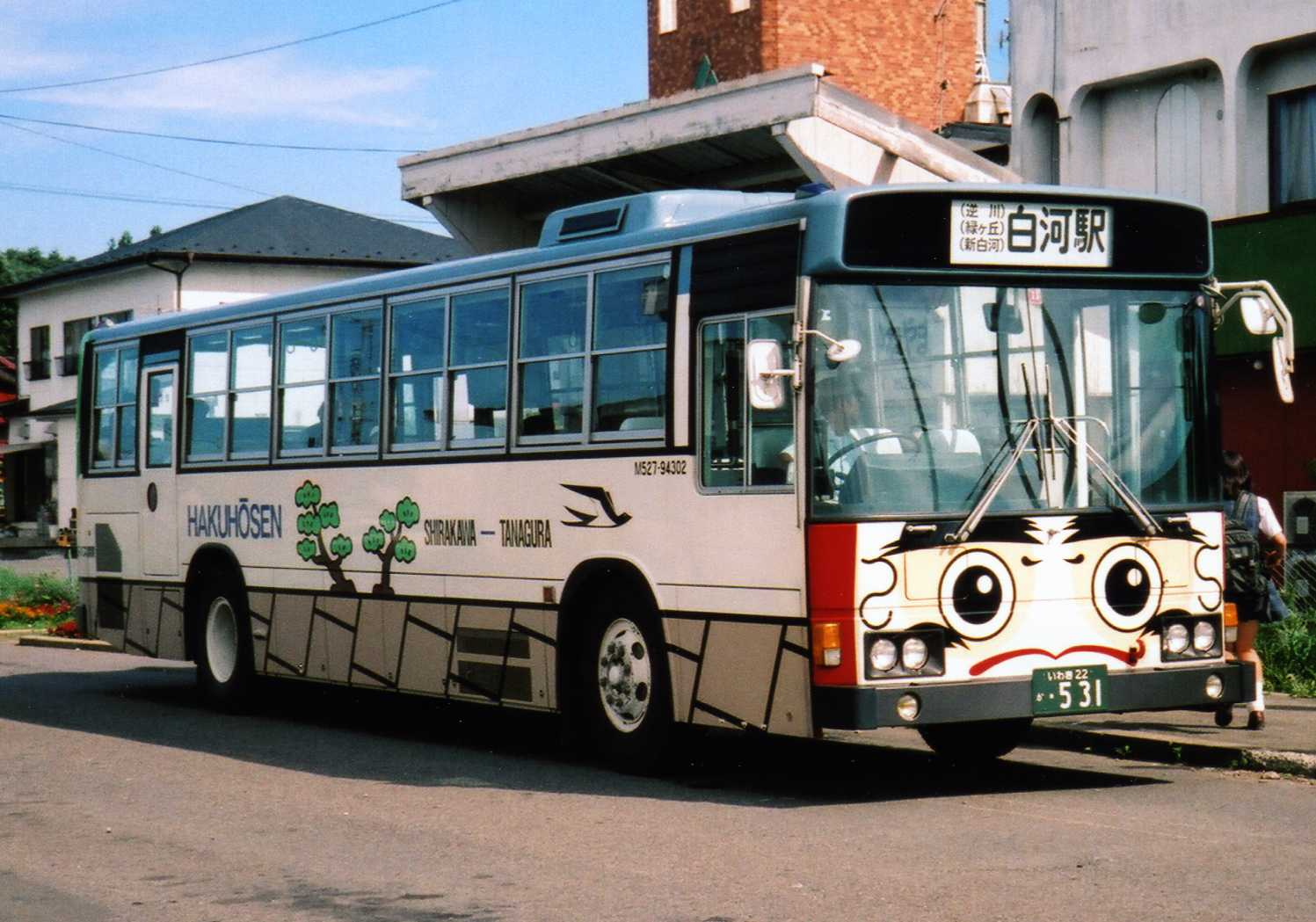
「だるまバス」（現在は一般塗色に変更） M527-94302
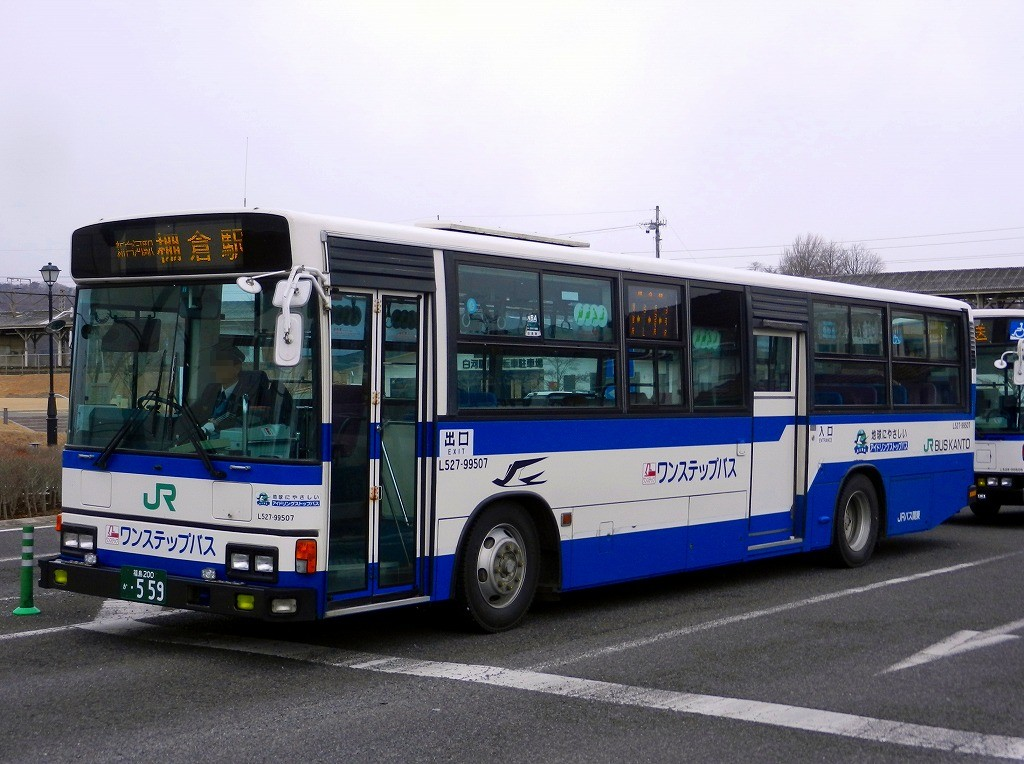
日野ワンステップバス L527-99507
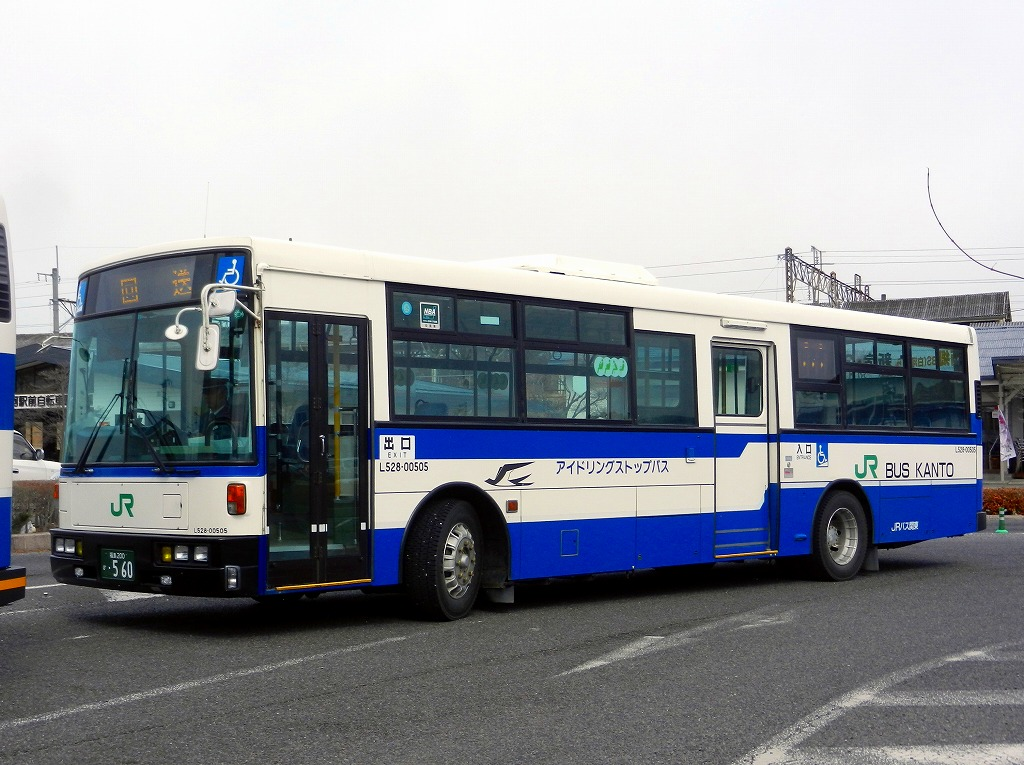
少数派の日産ディーゼル車 L528-00505
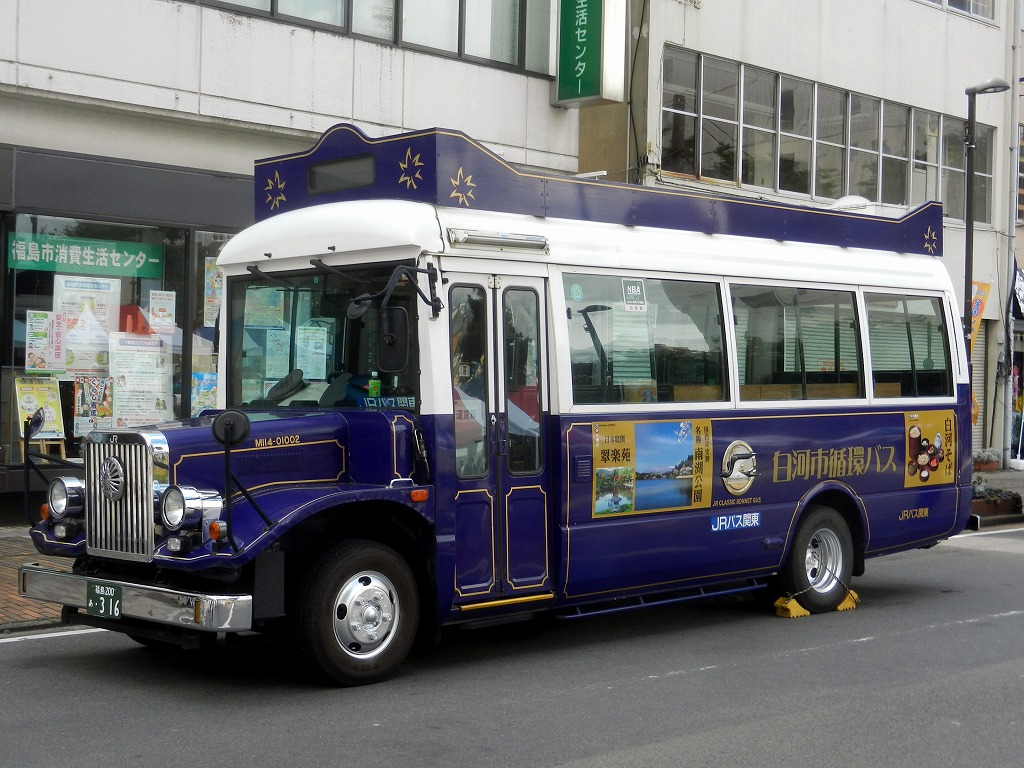
白河市循環バスに使用されていたローザボンネットバス M114-01002
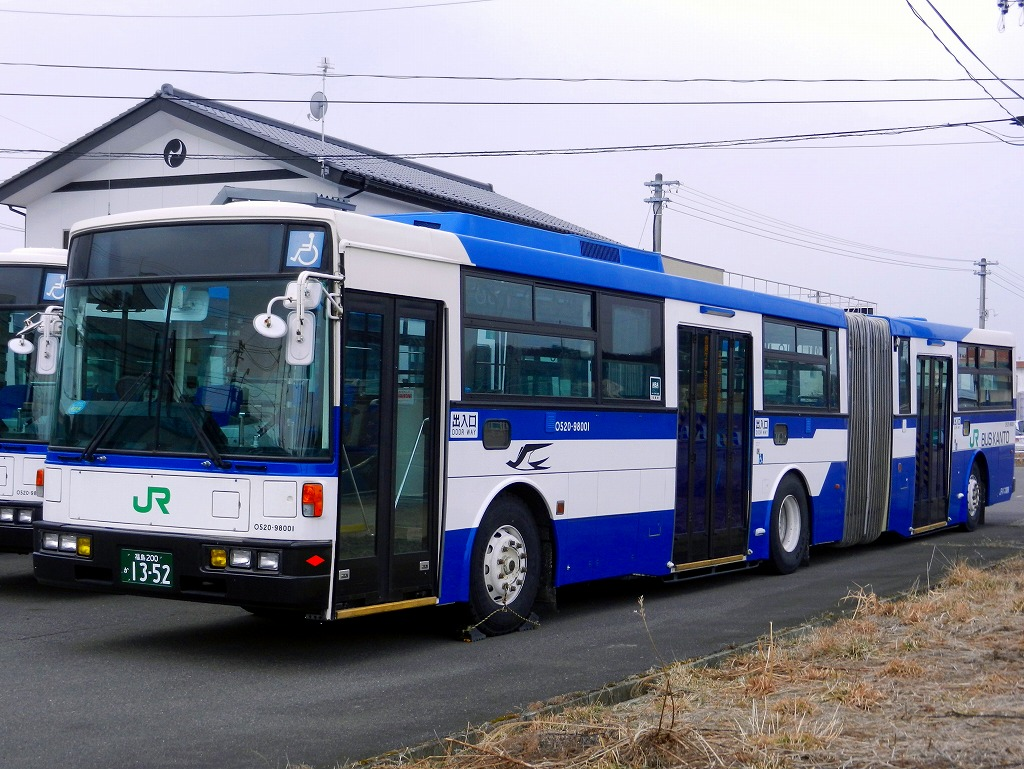
京成電鉄から移籍した連接バス O520-98001
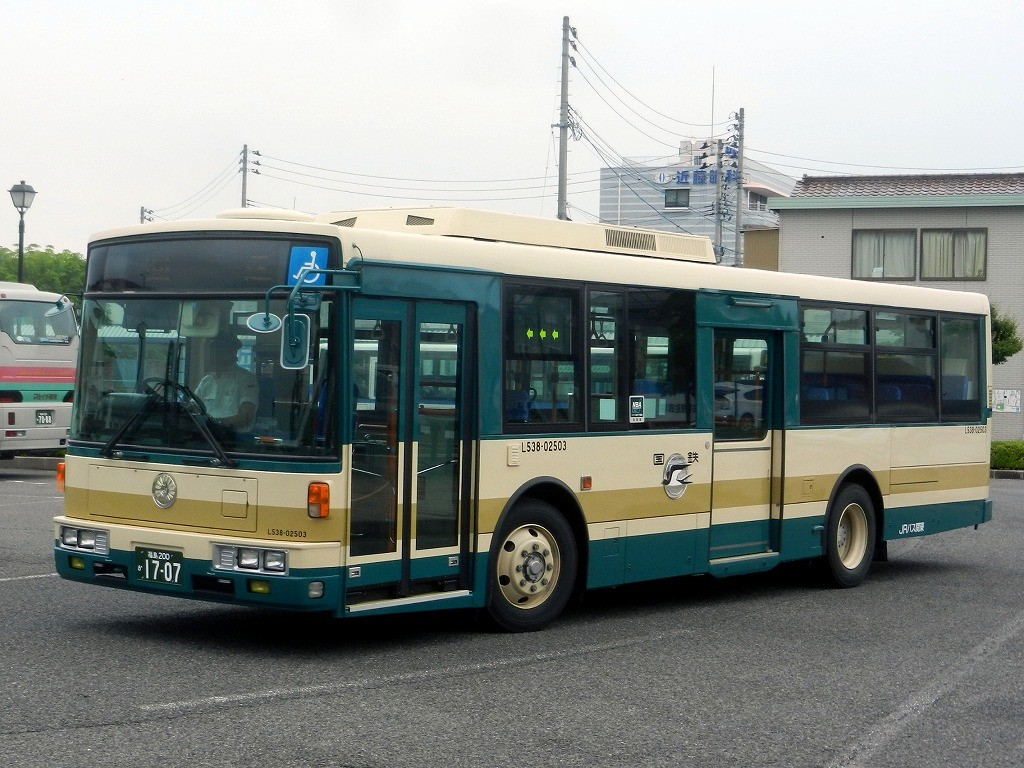
2014年に運行した復刻デザイン路線バス L538-02503

## 付帯事業
- 白河駅前や新白河駅構内高架下、新白河駅構内屋外で月極駐車場を営業している。

## 特記事項
- 福島県は東北地方に分類されることから、通常ならJRバス東北のエリアとも思えるが、実際には福島など東北エリアより西那須野・烏山など北関東エリアとの結びつきのほうが強く、国鉄時代より関東地方自動車局→JR東日本関東自動車事業部の管轄となっており、1988年の分社化にあたってもJRバス関東に引き継がれることになった。
- 福島県内には、JRバス関東いわき支店、JRバス東北福島支店もあり、全国唯一の「2社のJRバスが拠点を設置している県」となっている（福島県バス協会にも2社とも加盟）。[13]
- 白河支店構内での車両の給油・清掃・洗車はジェイアールバステック白河作業所に委託している。
- 「白棚線1日フリーきっぷ」（「白棚線」全区間が1日間乗り降り自由）を高速バスネットプラスにて販売している。
- 宇都宮支店管内のツインリンクもてぎでビッグレースが開催される日に宇都宮駅～ツインリンクもてぎ間の輸送の応援に入ることがあった（2023年8月26日をもって路線廃止）。
- 白棚線は福島県の地域公共交通確保維持事業（地域間幹線系統）により運行を確保・維持されている[14]。